# Трипель
Трипель, или бельгийский трипл эль (англ. Belgian tripel ale) — крепкий светлый бельгийский эль, подвид стиля «бельгийский крепкий эль».

## История
Трипель (тройной эль) — термин, используемый траппистскими и аббатскими пивоварнями для обозначения своих самых крепких сортов пива. Этот стиль был разработан в 1930 году в бельгийском аббатстве Вестмале. Пивоварня выпустила первый трипель под названием Superbier («суперпиво») в 1934 году.
В 1956 году рецепт модифицирует, добавив больше хмеля, брат Томас, главный пивовар Вестмале, и пиво меняет название на трипель. В таком виде оно остается практически неизменным по сей день.
Трипель быстро стал популярным стилем и распространился в США и другие страны, где находится в ведении ряда светских пивоваров (например, Bosteels и St. Bernardus), производящих крепкие сорта светлого пива в стиле Westmalle Tripel.

## Характеристики
Трипель — крепкий светлый эль, отличающийся сладостью и насыщенным солодовым вкусом. Этот эль напоминает крепкий золотистый эль, но он немного темнее и обладает более выраженным вкусом.
Яркий цвет обусловлен использованием пльзеньского солода и до 20 % белого жидкого сахара (или сахарозы). Обычно используется благородный хмель или хмель сорта Styrian Goldings и бельгийские штаммы дрожжей.
Цвет от тёмно-жёлтого до тёмно-золотистого. Обладает хорошей прозрачностью, образует прочную и тяжелую кремовидную пену. Во вкусе и аромате доминирует сочетание солода, пряностей, фруктов и алкоголя, с нотками цитрусовых и гвоздики. Горечь от средней до высокой, с умеренного горьковатым послевкусием.
Содержание алкоголя: 7,5—10,0 %.

## Марки

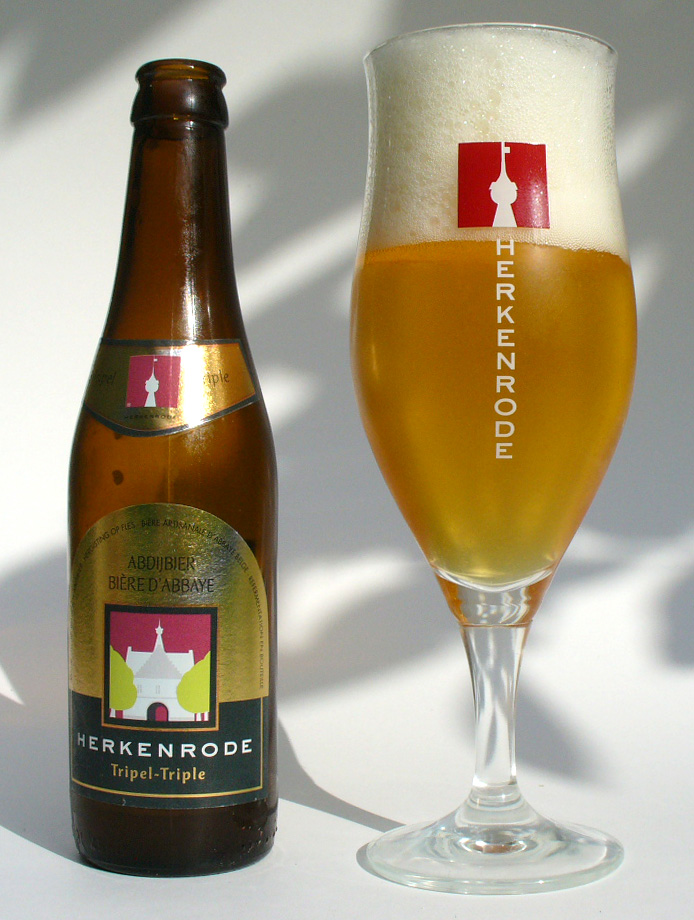
Herkenrode Tripel

Примеры торговых марок: Westmalle Tripel, Chimay Cinq Cents (белое), Val-Dieu Triple, St. Bernardus Tripel, Affligem Tripel, Grimbergen Tripel, La Trappe Tripel, Witkap Pater Tripel, Corsendonk Abbey Pale Ale, St. Feuillien Tripel, New Belgium Trippel, Unibroue La Fin du Monde, Brooklyn Triple, Dragonmead Final Absolution.